# Behind Closed Doors (Secret Affair)
Behind Closed Doors è il secondo album discografico del gruppo musicale inglese Secret Affair, pubblicato il 2 settembre 1980 dalla I-Spy Records.

## Tracce
1. What Did You Expect?
2. I'm a Bullet
3. Only Madmen Laugh
4. When the Show's Over
5. My World
6. Sound of Confusion
7. Life's a Movie Too
8. Through My Eyes
9. Live for Today
10. Streetlife Parade
11. So Cool
12. Take It or Leave It

## Formazione
- Ian Page - cantante
- Dave Cairns - chitarra
- Dennis Smith - basso
- Paul Bultitude - batteria
- Dave Winthrop - sassofonista